# 예카테리나 아바쿠모바
예카테리나 세르게예브나 아바쿠모바(러시아어: Екатери́на Серге́евна Авваку́мова, 1990년 10월 26일~)는 러시아 태생 대한민국의 바이애슬론 선수이다. 주민등록상 한국 이름은 압바꾸모바예카테리나이다.
2016년 12월 30일 대한민국 법무부로부터 특별귀화 허가를 받아 대한민국 국적을 얻었고, 대한민국 강원도 평창군에서 열린 2016-17 바이애슬론 월드컵 – 월드컵 7에 안나 프롤리나와 함께 참가해 국가랭킹 20위를 달성하고 2018년 동계 올림픽 출전권 4장을 얻었다. 2018년 동계 올림픽 바이애슬론 여자 15km 개인 경기에서 16위를 기록하며 대한민국 여자 바이애슬론 선수로는 동계 올림픽 최고 성적을 냈으나 대한민국 생활 적응에 어려움을 겪었고, 올림픽이 끝난 뒤 대한민국을 떠났으나 2020년에 경북연맹 소속으로 복귀했다.
2025년 2월 하얼빈에서 열린 2025년 동계 아시안 게임 여자 스프린트 금메달을 획득하면서 대한민국 선수로는 최초로 아시안 게임 바이애슬론 금메달을 획득했다.

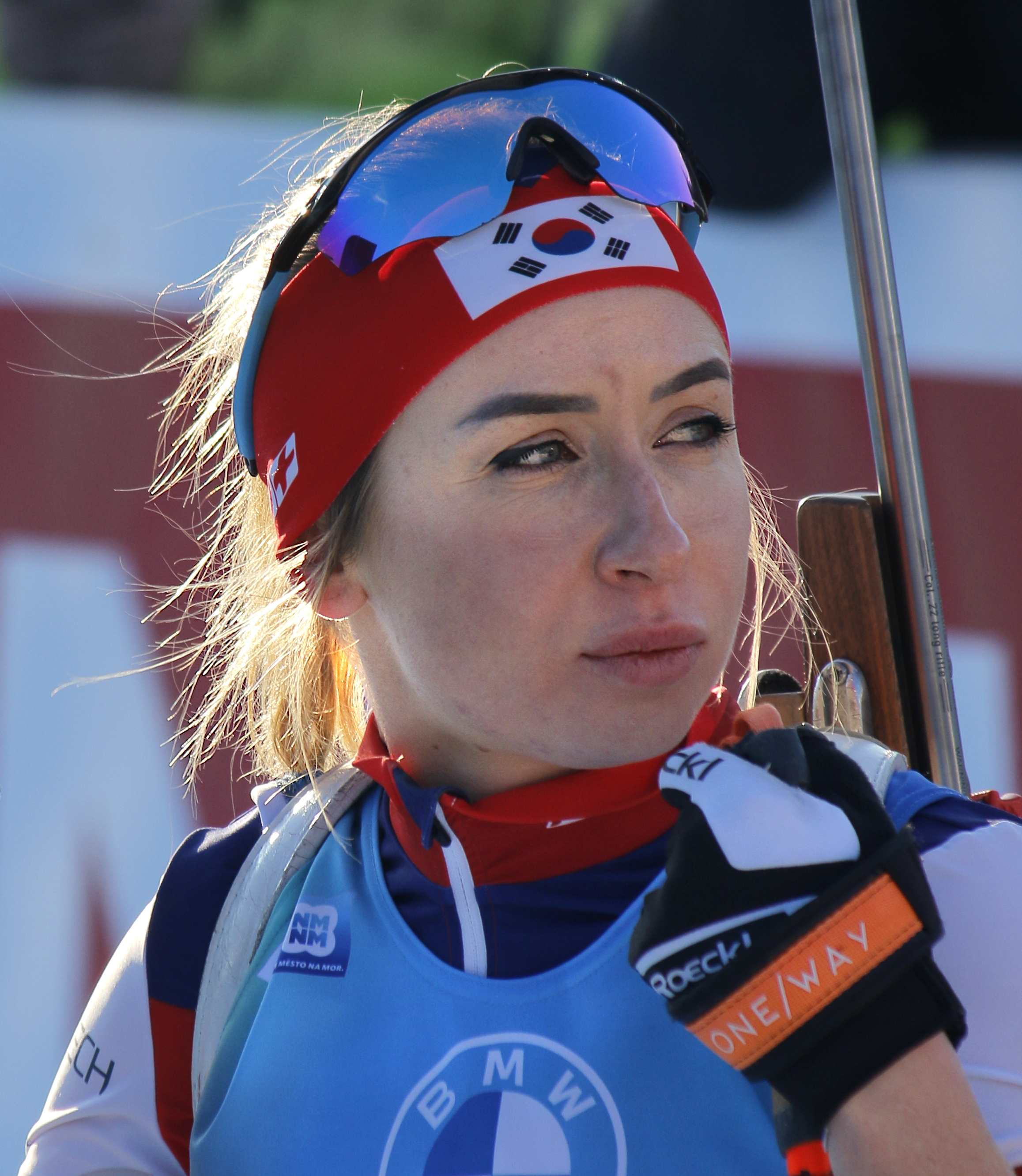
2023년 노베메스토나모라베 월드컵 당시의 아바쿠모바